# Serjania paniculata
Serjania paniculata är en kinesträdsväxtart som beskrevs av Carl Sigismund Kunth. Serjania paniculata ingår i släktet Serjania och familjen kinesträdsväxter. Inga underarter finns listade i Catalogue of Life.